# Budka Suflera Collection
Budka Suflera Collection – box set Budki Suflera, wydany w 2010 roku. Obejmuje 20 płyt CD (w tym wszystkie studyjne z wyjątkiem Na brzegu światła), z czego każda jest wydana w trójskrzydłowym digipacku. Zawartość kolekcji została opisana w załączonej książce.

## Spis albumów
- Cień wielkiej góry
- Przechodniem byłem między wami...
- Ona przyszła prosto z chmur
- Za ostatni grosz
- Czas czekania, czas olśnienia
- Giganci tańczą
- Ratujmy co się da!!
- Cisza
- Underground
- Noc
- Budka w Operze, Live From Sopot ’94
- Nic nie boli, tak jak życie
- Akustycznie
- Live at Carnegie Hall, cz. I
- Live at Carnegie Hall, cz. II
- Bal wszystkich świętych
- Mokre oczy
- Jest
- Było
- Zawsze czegoś brak